# Kościół Matki Bożej Bolesnej w Przysieczy
Kościół Matki Bożej Bolesnej – rzymskokatolicki kościół filialny położony w Przysieczy. Kościół należy do parafii św. Jerzego w Prószkowie w dekanacie Prószków, diecezji opolskiej.

## Historia kościoła
W 2009 roku kościół przeszedł gruntowny remont, który trwał około cztery miesiące. Świątynia zyskała ogrzewanie podłogowe, nową granitową posadzkę. Wymalowano jej wnętrze i zakupiono nowe nagłośnienie i oświetlenie. We wnętrzu znalazły się nowe ołtarze.
Na dzwonnicy obok kościoła wiszą trzy dzwony, wykonane w różnych ludwisarniach. Dwa z nich, odlane przez Carla Loescha i Alberta Geittnera pochodzą z wieży kościoła ewangelickiego w Prószkowie. Największy dzwon, wykonany w Ludwisarni Felczyńskich, w Taciszowie, upamiętnia mieszkańców wsi poległym śmiercią podczas I wojny światowej. Dzwony ważą ok. 140, 190 i 250 kg i mają tony e", dis" (+) i cis" (-).